# Olga Dmitrijewna Kondina
Olga Dmitrijewna Kondina (russisch О́льга Дми́триевна Ко́ндина; * 15. September 1956 in Swerdlowsk) ist eine russische Opernsängerin (Sopran). Sie trägt den Titel Volkskünstlerin Russlands – die höchste Auszeichnung, die es für einen Künstler in diesem Land gibt.

## Leben
Olga Kondina studierte das Fach Violine mit Hochschulabschluss und danach Gesang am Moskauer Konservatorium, unter anderem bei Irina Archipowa.
Seit 1985 ist sie führende Solistin im Fach Koloratursopran am Mariinski-Theater in St. Petersburg. Außerdem tritt sie regelmäßig in der St. Petersburger Philharmonie als Konzertsängerin und mit Kammermusikprogrammen auf.
Darüber hinaus unterrichtet sie am St. Petersburger Konservatorium “Nikolai Rimski-Korsakow” eine Gesangsklasse.
Olga Kondina gastierte an den führenden Opernhäusern der Welt, unter anderem Metropolitan Opera New York, Covent Garden London, Teatro Colón in Buenos Aires, Arena di Verona und weiteren.